# Суддя (спорт)

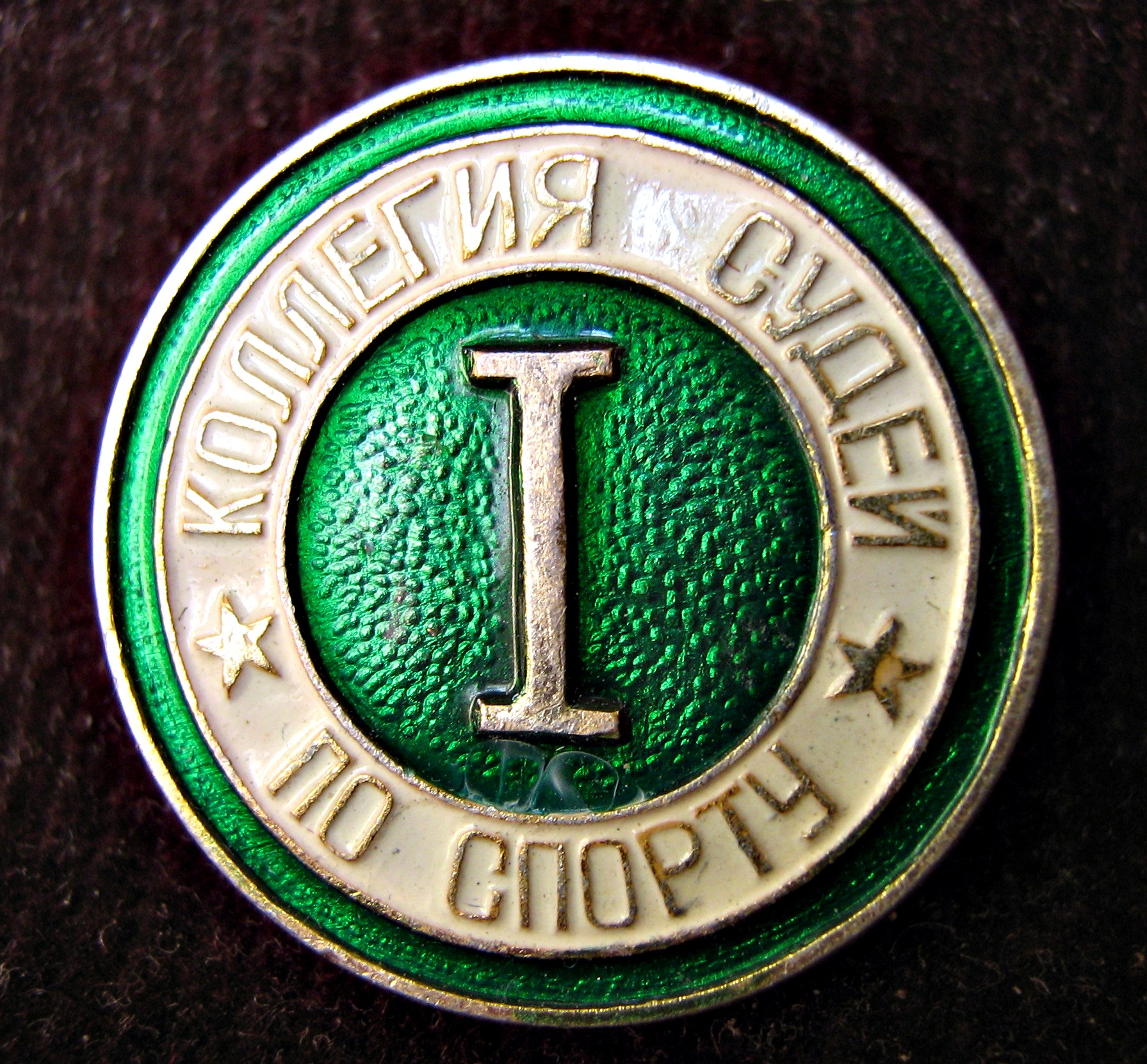
Значок судді зі спорту першої категорії. Радянський Союз.

Суддя́, арбі́тр (від лат. arbiter «третейський суддя»), ре́фері (англ. referee, від лат. referō «відносити», також «судити») — людина, яка контролює хід спортивного змагання. Суддя дає сигнал до початку і закінчення змагання, контролює час гри, фіксує результати спортсменів. Суддя також стежить за тим, щоб під час проведення спортивних змагань (на ринзі, майданчику, дистанції, килимі, корті, старті і фініші) спортсмени-учасники і інші особи (тренери, глядачі і т. д.) дотримувалися встановлених правил гри (змагань) і при необхідності призначає покарання за порушення правил. Без суддівства не обходиться жодне серйозне змагання, навіть, так звані, бої без правил. Як правило, люди, що здійснюють суддівство, мають другу основну професію.

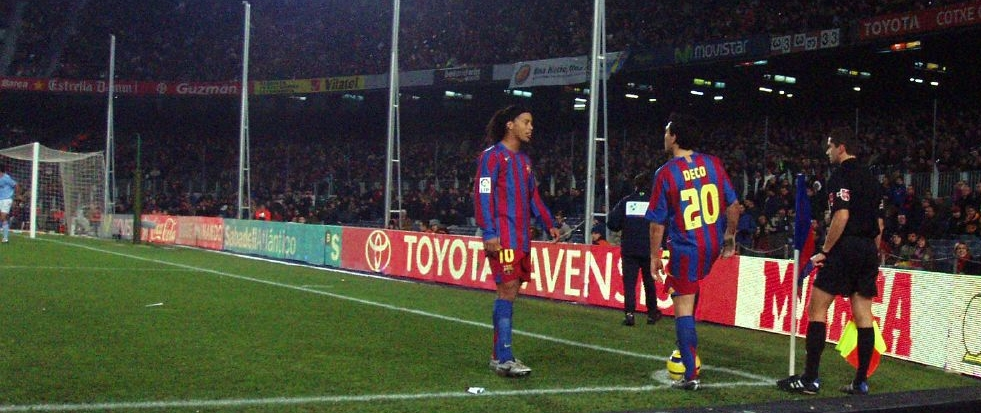
Футбол.
Суддя на лінії стежить за дотриманням правил при виконанні кутового

Одночасно змагання можуть обслуговувати декілька суддів, наприклад, в футбольному суддівстві. У цьому випадку призначається головний суддя етапу змагань, за яким залишається вирішальне слово. Для загального керівництва великими чемпіонатами (олімпіадами, спартакіадами) створюються спеціальні суддівські колегії, в які входить головний суддя, заступники, головний секретар і рядові члени.
Найбільш успішним суддям національних чемпіонатів, міжнародні спортивні федерації присвоюють звання «Суддя міжнародної категорії», що дає їм право обслуговувати змагання між національними збірними на міжнародних змаганнях.

## Суддівський професіоналізм та глядацькі симпатії
Суддівський професіоналізм та глядацькі симпатії поняття найчастіше несумісні. Суддя, яким би гарним він не був в професійному плані, не може догодити всім, особливо в ситуаціях, коли суперники практично рівні за силою. Одним з яскравих прикладів є суддівство аргентинцем Орасіо Елісондо фінальної гри чемпіонату світу з футболу, коли за грубе порушення правил їм був видалений француз Зінедін Зідан. Міжнародна федерація футбольної історії і статистики (IFFHS) назвала Орасіо найкращим арбітром 2006 року, але, тим не менш, невгаваючі суперечки навколо рішення судді змусили останнього через кілька місяців заявити про закінчення кар'єри футбольного арбітра.